# الجواودة (جندوبة)
الجواودة هي بلدية تونسية تابعة لولاية جندوبة ومركزها هي مدينة سيدي سعيد تبعد قرابة 37 كلم على مركز ولاية جندوبة وتبع إداريا معتمدية فرنانة التي تبعد عنها قرابة 15 كلم ترقيمها البريدي هو 8142 مكتب بريد عين البية فرنانة .
تفتقر البلدية إلى ابسط مقومات المدينة العصرية 
مثل التنوير العمومي والادارات و الماء الصالح للشراب باضافة إلى رداءة البنية التحتية .
توجد بالبلدية 10 مدارس ابتدائية المتتوزعة على خمسة مناطق عمادات اما تلاميذ المدارس الاعدادية فهم يدرسون بمدينة عين البية التابعة لبلدية فرنانة ويدرس تلاميذ المدارس الثانوية بمدينة فرنانة اما طلاب التكوين المهني والجامعات فيدرسون بمدينة جندوبة .
تتميز البلدية بطبيعها الريفي والانشطة المتداولة بين الناس هي الفلاحة والتجارة.  
تحد بلدية الجواودة من الشرق بلدية فرنانة ومن الغرب بلدية القلعة المعدن الفرقصان ومن الشمال بلدية الخمارية والجنوب بلدية جندوبة باضافة إلى الحدود الجزائرية بمنطقة حليمة .